# 陳小菁
陳小菁（1978年4月6日—），原藝名陳曉菁，為台灣女演員，演過三立台灣台戲說台灣多部單元，有「戲說一姐」之稱。2019年因演出三立台灣台八點檔炮仔聲「蔡韻如」一角而大開知名度。2024年升格為戲說台灣製作人之一。

## 電視劇
| 年 份  | 頻 道            | 劇 名                                      | 角 色          |
| 1998   | 台視             | 藍色蜘蛛網 - 台中鴛鴦咒                    | 林曉莉         |
|        | 台視             | 新法中情                                   | 洪曉萍         |
|        | 華視             | 保生大帝蟾蜍師                             | 小春           |
| 1999年 | 中視             | 又見阿霞開店                               | 阿霞           |
| 1999年 | 中視             | 香蕉新樂園                                 | 阿美           |
| 1999年 | 三立台灣台       | 戲說台灣 - 痲瘋女                          | 錢淑媛         |
| 1999年 | 三立台灣台       | 戲說台灣 - 水流觀音                        | 阿鸞           |
| 1999年 | 三立台灣台       | 戲說台灣 - 鬼婆婆                          | 陳招弟         |
| 1999年 | 三立台灣台       | 戲說台灣 - 打鬼救夫                        | 陳秀卿         |
| 1999年 | 三立台灣台       | 鳥來伯與十三姨                             | 小芸           |
| 2000年 | 民視             | 民視劇場 - 檳榔西施                        | 美眉           |
| 2000年 | 三立台灣台       | 九龍傳說 - 孩子仙                          | 李玉女         |
| 2000年 | 三立台灣台       | 阿扁與阿珍                                 | 李羡如         |
| 2000年 | 中視             | 女人當家                                   | 謝傳秀         |
| 2001年 | 中視             | 在室阿嬤                                   | 王淑貞         |
| 2001年 | 中視             | 三叔公九嬸婆                               | 李麗惠         |
| 2002年 | 中視             | 媽媽心肝子                                 | 江雪華         |
| 2002年 | 三立台灣台       | 戲說台灣 - 軟蝦穴                          | 秀英           |
| 2002年 | 三立台灣台       | 戲說台灣 - 雞翁婿                          | 邱燕雀         |
| 2002年 | 三立台灣台       | 戲說台灣 - 許願關刀                        | 連玉鳳         |
| 2002年 | 三立台灣台       | 戲說台灣 - 夜弄石頭公                      | 陳秋月         |
| 2003年 | 中視             | 心事誰人知                                 | 陳婷婷         |
| 2003年 | 三立台灣台       | 戲說台灣 - 十八嬈                          | 秀琴           |
| 2003年 | 三立台灣台       | 戲說台灣 - 土地公娶姑娘神                  | 淑貞           |
| 2003年 | 三立台灣台       | 戲說台灣 - 神明旅社                        | 廖秀梅         |
| 2003年 | 三立台灣台       | 戲說台灣 - 火燒艋舺                        | 阿霞           |
| 2003年 | 三立台灣台       | 戲說台灣 - 觀掃帚神                        | 柳艷紅         |
| 2003年 | 三立台灣台       | 戲說台灣 - 豬哥神                          | 陳秋蘭         |
| 2004年 | 三立台灣台       | 戲說台灣 - 蘇王爺換命                      | 吳玉鳳         |
| 2004年 | 三立台灣台       | 戲說台灣 - 飛天龍銀                        | 敏華、秀珠     |
| 2004年 | 三立台灣台       | 戲說台灣 - 蛇女窩鏡窗                      | 如意           |
| 2004年 | 三立台灣台       | 戲說台灣 - 相皇公送子                      | 相皇媽、明珠   |
| 2004年 | 三立台灣台       | 戲說台灣 - 金魅                            | 彩霞           |
| 2004年 | 三立台灣台       | 戲說台灣 - 荷蘭公主討廟記                  | 吳金月         |
| 2004年 | 三立台灣台       | 戲說台灣 - 芹壁村藏寶                      | 玲瓏           |
| 2004年 | 三立台灣台       | 戲說台灣 - 雞母穴                          | 雪娥、月娟     |
| 2004年 | 三立台灣台       | 戲說台灣 - 馭夫鞋                          | 秀琴           |
| 2004年 | 三立台灣台       | 戲說台灣 - 喢著猴齊天                      | 心蘭           |
| 2004年 | 三立台灣台       | 戲說台灣 - 城隍爺救夫                      | 王寶惜         |
| 2004年 | 三立台灣台       | 戲說台灣 - 鹿港送肉粽                      | 蓮花           |
| 2005年 | 三立台灣台       | 戲說台灣 - 狐仙嬤                          | 林鳳球         |
| 2005年 | 三立台灣台       | 戲說台灣 - 火燒島觀音淚                    | 溫柔           |
| 2005年 | 三立台灣台       | 戲說台灣 - 見笑祖師爺                      | 丁菊花         |
| 2005年 | 三立台灣台       | 戲說台灣 - 鐵甲元帥                        | 林秀娟         |
| 2005年 | 三立台灣台       | 戲說台灣 - 無鹽女                          | 無鹽           |
| 2005年 | 三立台灣台       | 戲說台灣 - 拾頭奇譚                        | 秀玉、蝦精     |
| 2005年 | 三立台灣台       | 戲說台灣 - 火燒葫蘆墩                      | 秀英           |
| 2005年 | 三立台灣台       | 戲說台灣 - 地藏王渡惡媳婦                  | 彩虹           |
| 2005年 | 三立台灣台       | 戲說台灣 - 石橋女找翁                      | 麗青           |
| 2005年 | 三立台灣台       | 戲說台灣 - 陰陽契                          | 陳美雲         |
| 2005年 | 三立台灣台       | 戲說台灣 - 胭脂筆                          | 陳秋雲         |
| 2005年 | 三立台灣台       | 戲說台灣 - 三岔路口桃花劫                  | 王春華         |
| 2006年 | 三立台灣台       | 戲說台灣 - 黃金厝                          | 周青青         |
| 2006年 | 三立台灣台       | 戲說台灣 - 真假仙                          | 秀菊           |
| 2006年 | 三立台灣台       | 戲說台灣 - 翁某樹                          | 王紫霞、樹婆   |
| 2006年 | 三立台灣台       | 戲說台灣 - 新鍾馗嫁妹                      | 朱桃花         |
| 2006年 | 三立台灣台       | 戲說台灣 - 水雞變親家                      | 麗娘           |
| 2006年 | 三立台灣台       | 戲說台灣 - 七姑娘的天衣                    | 天喜           |
| 2006年 | 三立台灣台       | 戲說台灣 - 蓋杯娘                          | 陳寶蟬(陳豆油) |
| 2006年 | 三立台灣台       | 戲說台灣 - 石人埔傳奇                      | 李春蜜         |
| 2007年 | 三立台灣台       | 戲說台灣 - 水仙夢                          | 水仙美女、見笑 |
| 2007年 | 三立台灣台       | 戲說台灣 - 地獄新娘                        | 阿巧、阿英     |
| 2007年 | 三立台灣台       | 戲說台灣 - 新營六府千歲                    | 劉紅玉         |
| 2007年 | 三立台灣台       | 戲說台灣 - 仙跤印                          | 林鳳珠         |
| 2007年 | 三立台灣台       | 戲說台灣 - 五鬼弄金獅                      | 錢美仙         |
| 2007年 | 三立台灣台       | 戲說台灣 - 孤鸞女十八嫁                    | 陳金梅         |
| 2007年 | 三立台灣台       | 天下第一味                                 | 王田嬰         |
| 2007年 | 三立台灣台       | 戲說台灣 - 靈犬洗奇冤                      | 陳美芳         |
| 2007年 | 三立台灣台       | 戲說台灣 - 金銀寶穴                        | 林秋蘭         |
| 2008年 | 三立台灣台       | 戲說台灣 - 七美鷹塔                        | 瑞霞           |
| 2008年 | 三立台灣台       | 戲說台灣 - 召魂收魄將軍                    | 黃秀君         |
| 2008年 | 三立台灣台       | 戲說台灣 - 陳靖姑渡血劫                    | 山貓           |
| 2008年 | 三立台灣台       | 戲說台灣 - 虎鞭弄姻緣                      | 秦錦桃         |
| 2008年 | 三立台灣台       | 戲說台灣 - 千里眼追兇                      | 王美雪         |
| 2008年 | 三立台灣台       | 戲說台灣 - 翹腳仔收陳守娘                  | 王庭娟         |
| 2008年 | 三立台灣台       | 戲說台灣 - 飛天石鎮鬼門關                  | 許明蘭         |
| 2008年 | 三立台灣台       | 戲說台灣 - 南方澳媽祖                      | 陳阿梅         |
| 2009年 | 三立台灣台       | 戲說台灣 - 牛轉乾坤                        | 西施           |
| 2009年 | 三立台灣台       | 戲說台灣 - 女媧補情天                      | 陳玉妹、陳玉郎 |
| 2009年 | 三立台灣台       | 戲說台灣 - 陰陽桃花雙爿開                  | 鄭小芸         |
| 2009年 | 三立台灣台       | 戲說台灣 - 包公審閻王                      | 蔡珍珠         |
| 2009年 | 三立台灣台       | 戲說台灣 - 田中夫妻樹                      | 蛇精(金枝)     |
| 2009年 | 三立台灣台       | 戲說台灣 - 蟾蜍不孝子                      | 林金條         |
| 2009年 | 三立台灣台       | 戲說台灣 - 十分寮嫁金蠶                    | 李素蘭         |
| 2009年 | 三立台灣台       | 戲說台灣 - 靈貓弄十八王公                  | 阿蓮、靈貓     |
| 2009年 | 三立台灣台       | 戲說台灣 - 民雄乳母冤                      | 林麗英         |
| 2009年 | 三立台灣台       | 戲說台灣 - 暴牙關公                        | 美鳳           |
| 2010年 | 三立台灣台       | 戲說台灣 - 五莊王渡殺人魔                  | 王玉蘭         |
| 2010年 | 三立台灣台       | 戲說台灣 - 月老拼財神                      | 林彩霞         |
| 2010年 | 三立台灣台       | 戲說台灣 - 笨港玉環姐                      | 劉素珍         |
| 2010年 | 三立台灣台       | 戲說台灣 - 千年豬哥樹                      | 王如玉         |
| 2010年 | 三立台灣台       | 戲說台灣 - 孝子城隍爺                      | 陳文玲         |
| 2010年 | 三立台灣台       | 戲說台灣 - 轉運蜘蛛穴                      | 張玉蘭         |
| 2010年 | 三立台灣台       | 戲說台灣 - 美人心機                        | 江翠珍         |
| 2010年 | 三立台灣台       | 戲說台灣 - 狗人問天劫                      | 竹鳳           |
| 2010年 | 三立台灣台       | 戲說台灣 - 天地掃                          | 王秀蓮         |
| 2010年 | 三立台灣台       | 戲說台灣 - 蚊子叮水蛙                      | 羅美娟         |
| 2010年 | 三立台灣台       | 戲說台灣 - 姻緣井                          | 玉霞           |
| 2010年 | 三立台灣台       | 戲說台灣 - 朴子媳婦茶                      | 林溫柔         |
| 2010年 | 三立台灣台       | 戲說台灣 - 布袋和尚                        | 林美鳳         |
| 2011年 | 三立台灣台       | 戲說台灣 - 濟公十八嫁                      | 裘琳(Jolin)    |
| 2012年 | 三立台灣台       | 戲說台灣 - 茶郊媽祖                        | 鱸魚精/葉美玉  |
| 2012年 | 三立台灣台       | 牽手                                       | 黃天晴         |
| 2012年 | 三立台灣台       | 戲說台灣 - 大鼎失蹤記                      | 王金釧         |
| 2012年 | 三立台灣台       | 戲說台灣 - 驚世媳婦                        | 陳雅秀         |
| 2013年 | 三立台灣台       | 戲說台灣 諸羅文財神－第2單元：凍酸王討富貴 | 陳寶玉         |
| 2014年 | 三立台灣台       | 戲說台灣 包公判陰陽－第4單元：怒鍘薄情郎   | 陳水雲         |
| 2014年 | 大愛電視台       | 美好歲月                                   | 簡美月         |
| 2014年 | 三立台灣台       | 戲說台灣 - 乞丐開藝旦                      | 黃美滿         |
| 2015年 | 三立台灣台       | 甘味人生                                   | 蔡芳蘋         |
| 2017年 | 三立台灣台       | 一家人                                     | 徐艾葳         |
| 2018年 | 三立都會台       | 姊的時代                                   | 前女友         |
| 2018年 | 三立台灣台       | 戲說台灣 - 十九公審奇冤                    | 王秀娥         |
| 2018年 | 三立台灣台       | 戲說台灣 - 葬生基                          | 林敏華         |
| 2019年 | 三立台灣台       | 炮仔聲                                     | 蔡韻如         |
| 2021年 | 三立台灣台       | 戲說台灣 - 白蓮聖母                        | 蔡鳳英         |
| 2021年 | 三立台灣台       | 戲說台灣 - 蛇郎君嫁妹                      | 女媧           |
| 2021年 | 三立台灣台       | 天之驕女                                   | 宋金花         |
| 2022年 | 三立台灣台       | 一家團圓                                   | 蔣明月(Alice)  |
| 2024年 | 三立台灣台       | 戲說台灣 - 美女的願望                      | 曾美女         |
| 2024年 | 三立台灣台       | 戲說台灣 - 蜘蛛笑笑十八嬈                  | 李來嬌         |
| 2025年 | 華視、公視台語台 | 火車來去                                   | 愛嬌           |
| 2025年 | 三立台灣台       | 戲說台灣 - 玄鳳點乩緣                      | 黃阿英         |
| 2025年 | 三立台灣台       | 百味人生                                   |                |

## 電影
| 年 份  | 電影名稱 | 角 色  |
| 2014年 | 黑白     | 離婚女 |

## 主持作品
| 頻 道      | 節 目    | 搭檔主持人 |
| 三立台灣台 | 台湾尚青 | 鄭志偉     |

## 廣告代言

### 電腦遊戲
| 年份   | 公司     | 遊戲名稱     | 角色                         |
| 1999年 | 光譜資訊 | TV電視夢工場 | 總經理秘書／藝人（隱藏條件） |

## 外部連結
- 陳小菁的Facebook專頁（官方）
- 陳小菁的Instagram帳戶